# Agger Tange

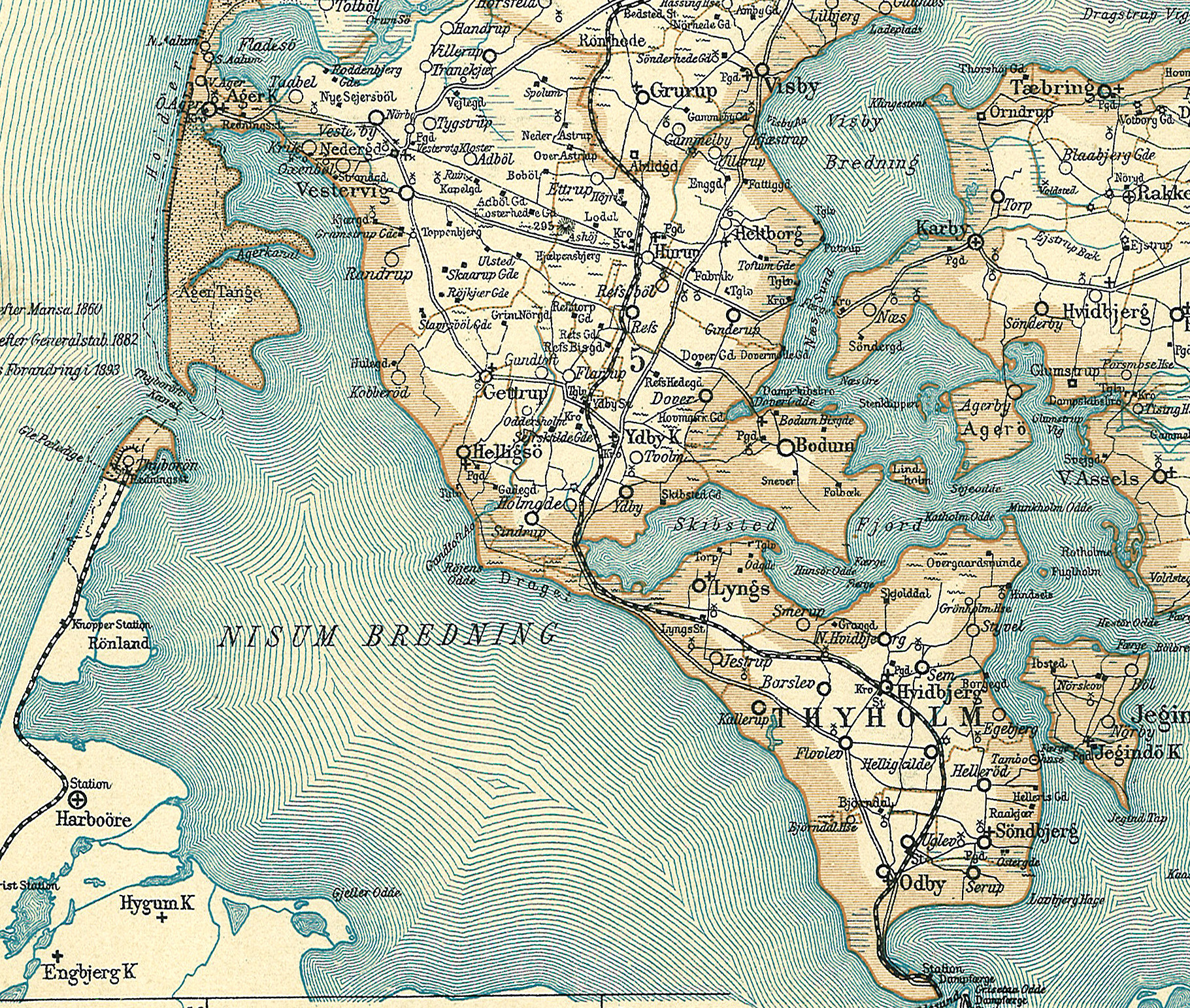
Karta över den västra delen av Limfjorden, med Agger Tange som den framstod 1900.

Agger Tange är en landtunga utmed Nordsjön i Jylland i Danmark.   Den ligger i Thisteds kommun i Region Nordjylland.
Agger Tange ligger mellan Limfjorden och Nordsjön. Agger Tange sticker ut från Nørrejyske Ø vid Agger. Mellan Agger Tange och Harboøre Tange går Thyborøn Kanal.
Agger Tange är inte längre egentligen en landtunga, men den var tillsammans den nuværende Harboøre Tange en samlad landtunga mellan Agger i norr och Harboøre i söder fram tille den 3 februari 1825, då landtungan bröts igenom av en stormflod nära Agger. Denna genombrottskanal fick namnet Agger Kanal. 
Agger Kanal stängdes igen 1877 genom tillsandning, men dessförinnan hade en annan stormflod åstadkommit Thyborøn Kanal längre söderut. 
Agger Tange utgör den sydligaste delen av Nationalpark Thy. 

## Bildgalleri

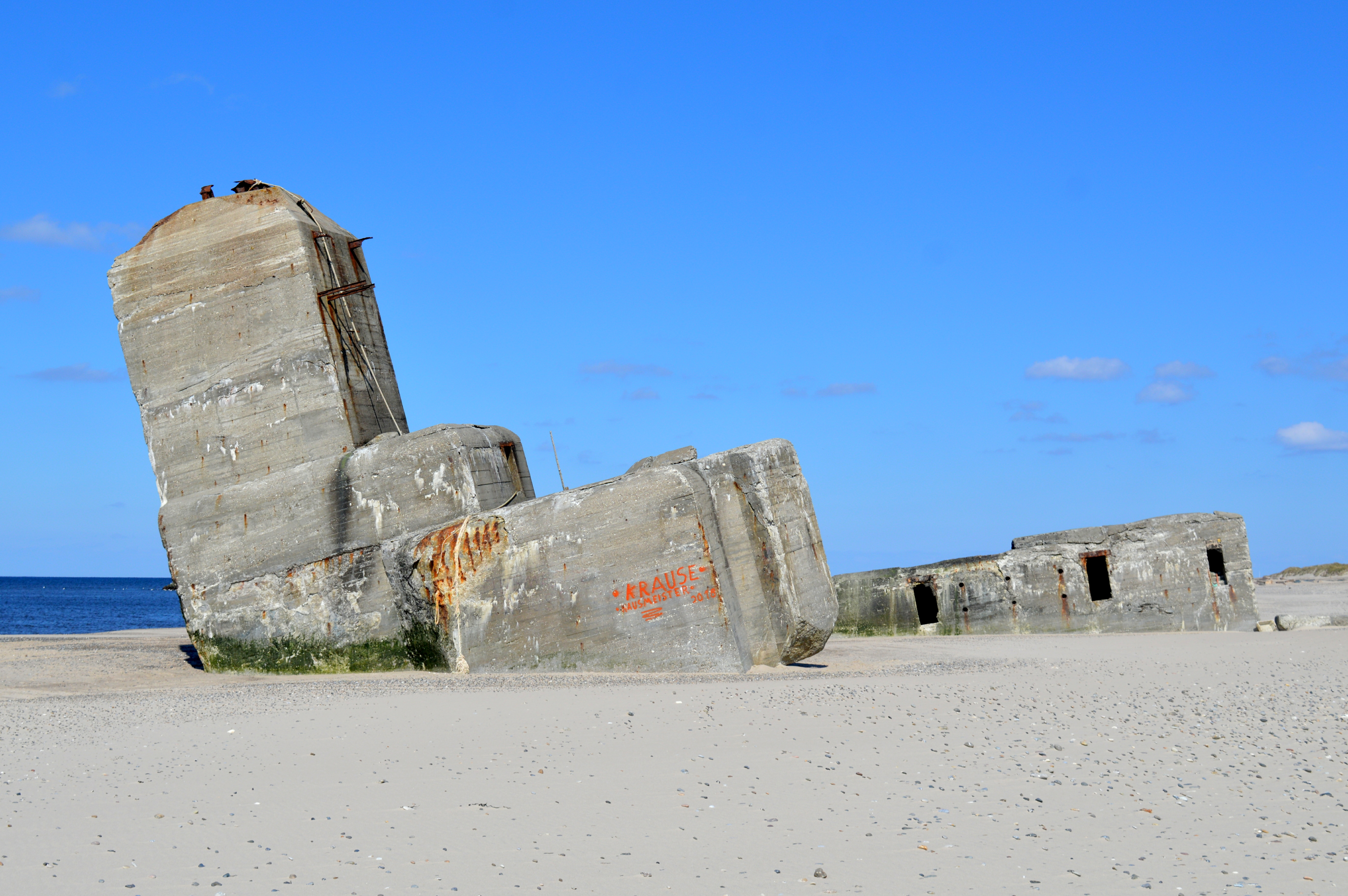
Bunkerrester från andra världskriget
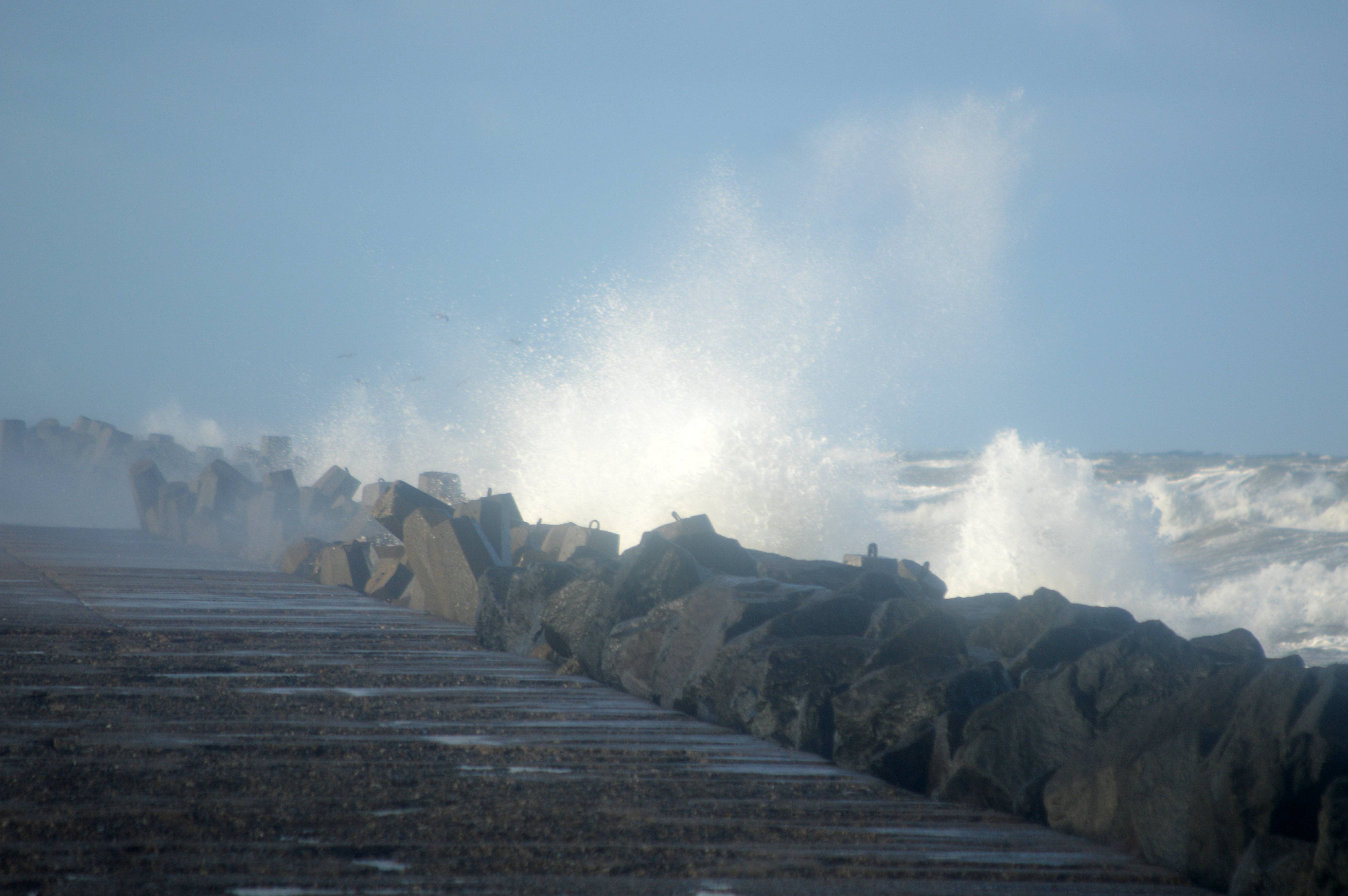
Nyare strandskydd
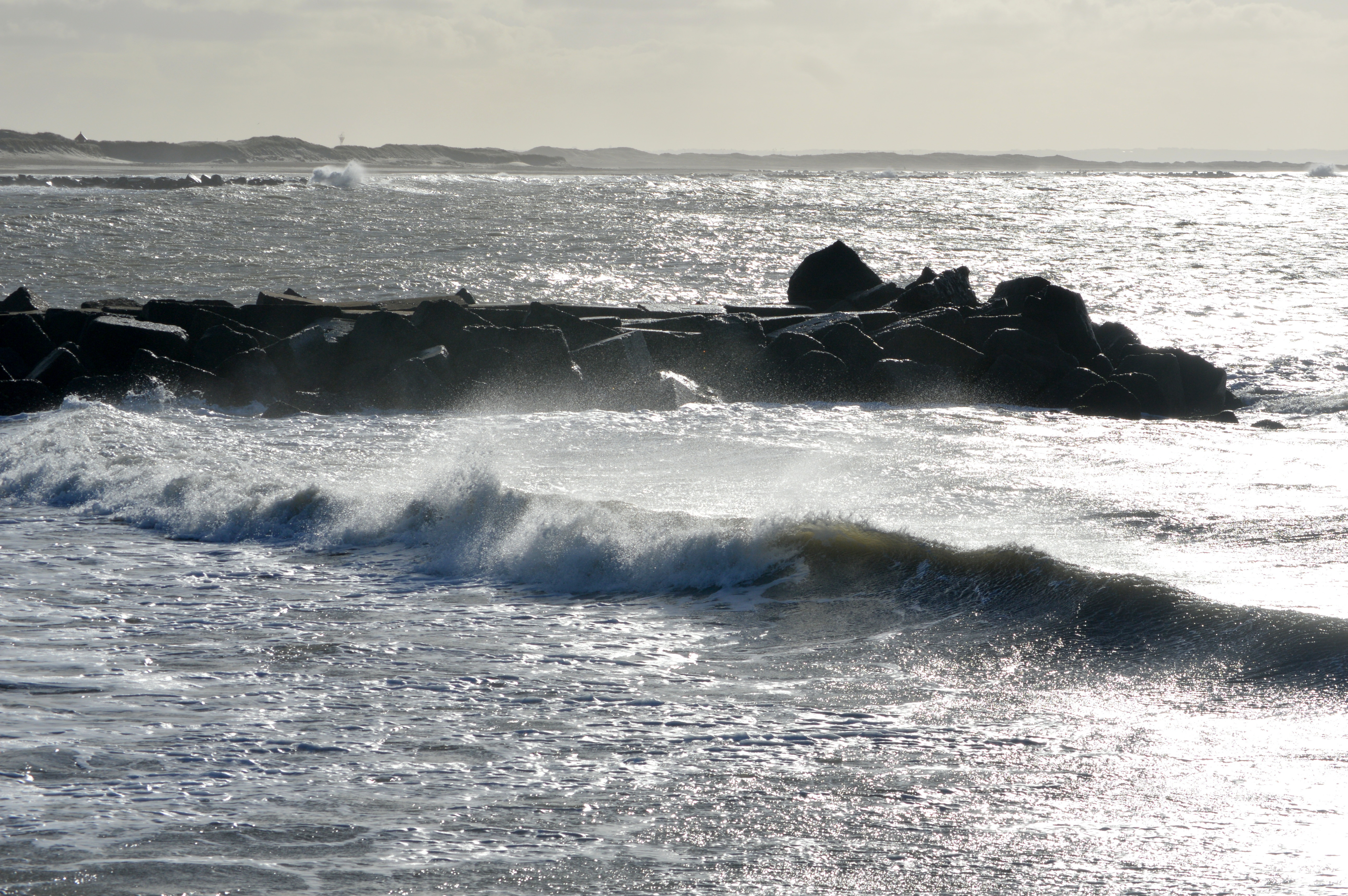
Groynes
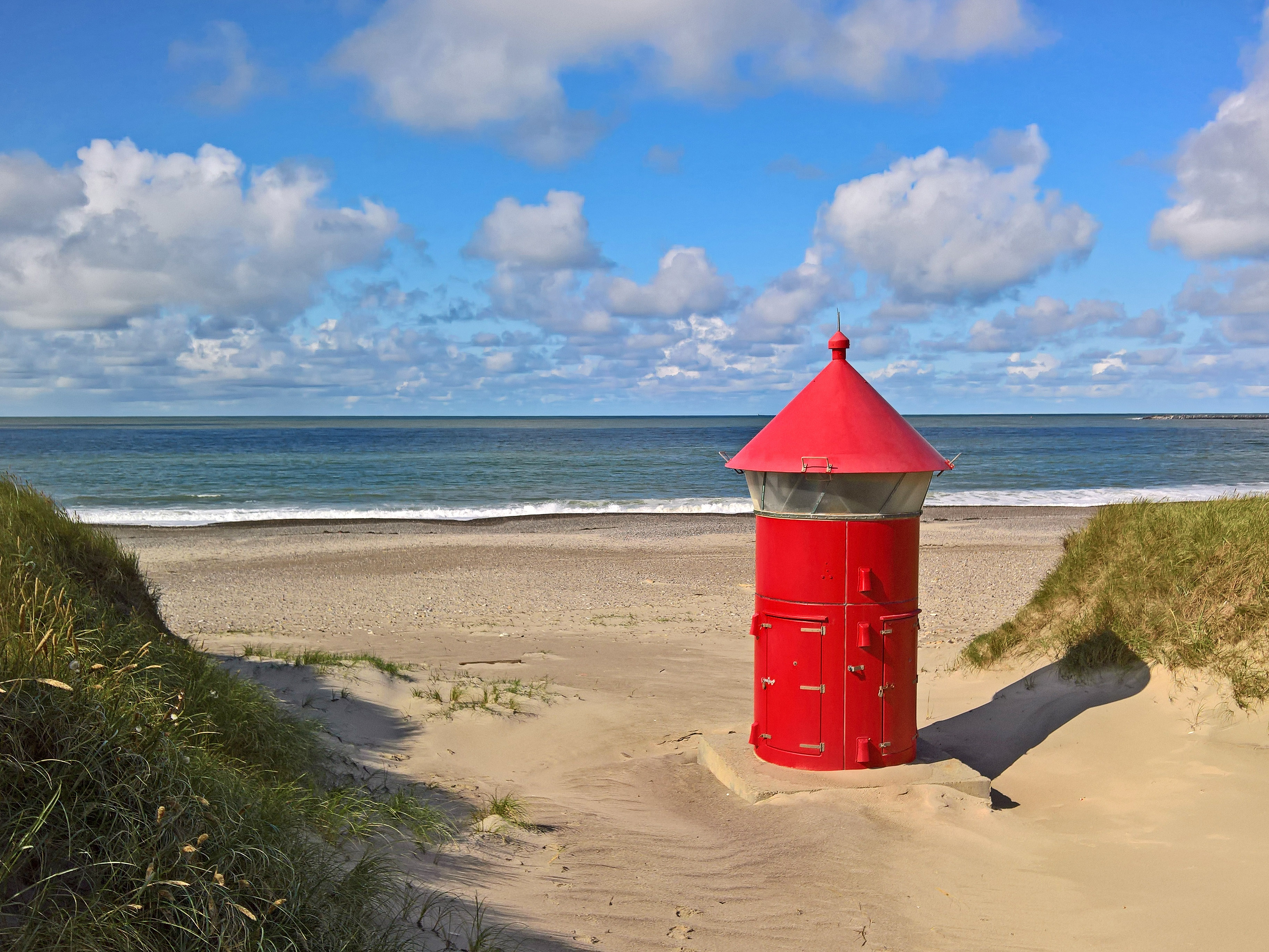
Agger Fyr nedre (en i ett fyrpar)
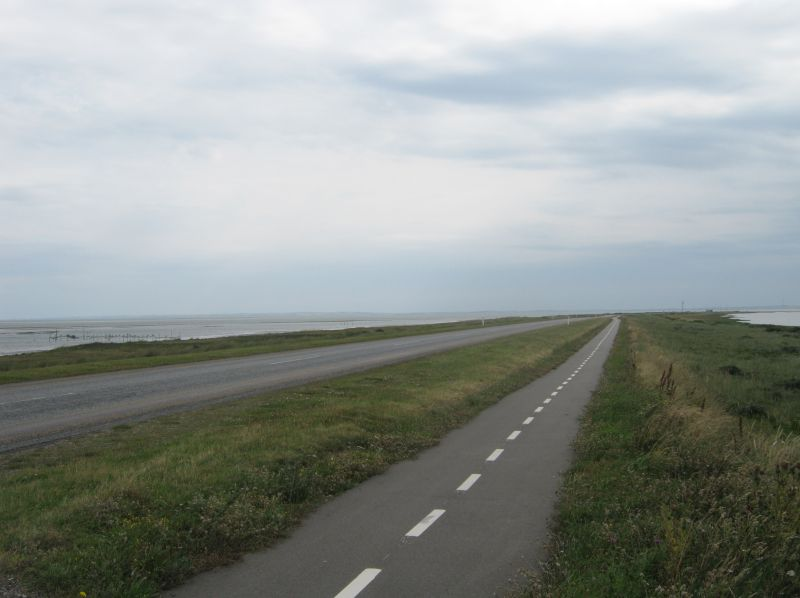
Vägen på Agger Tange
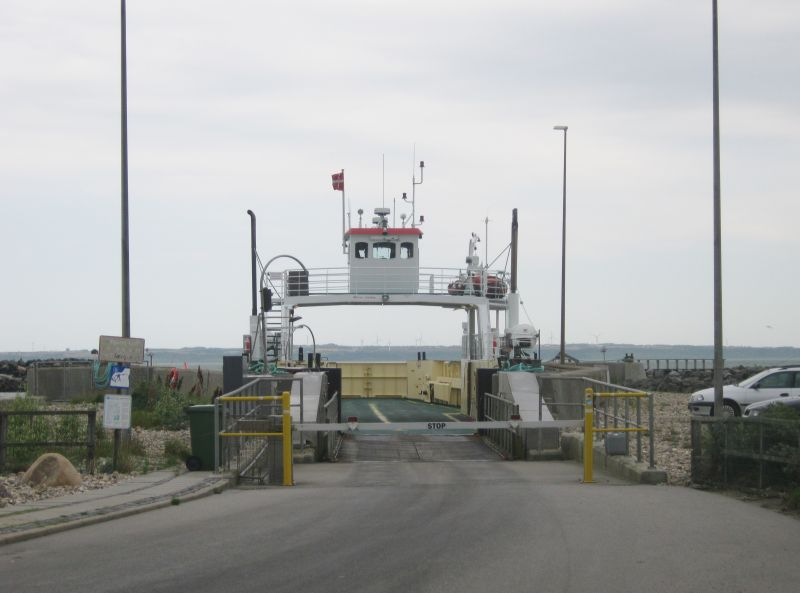
Bilfärja över Thyborøn Kanal
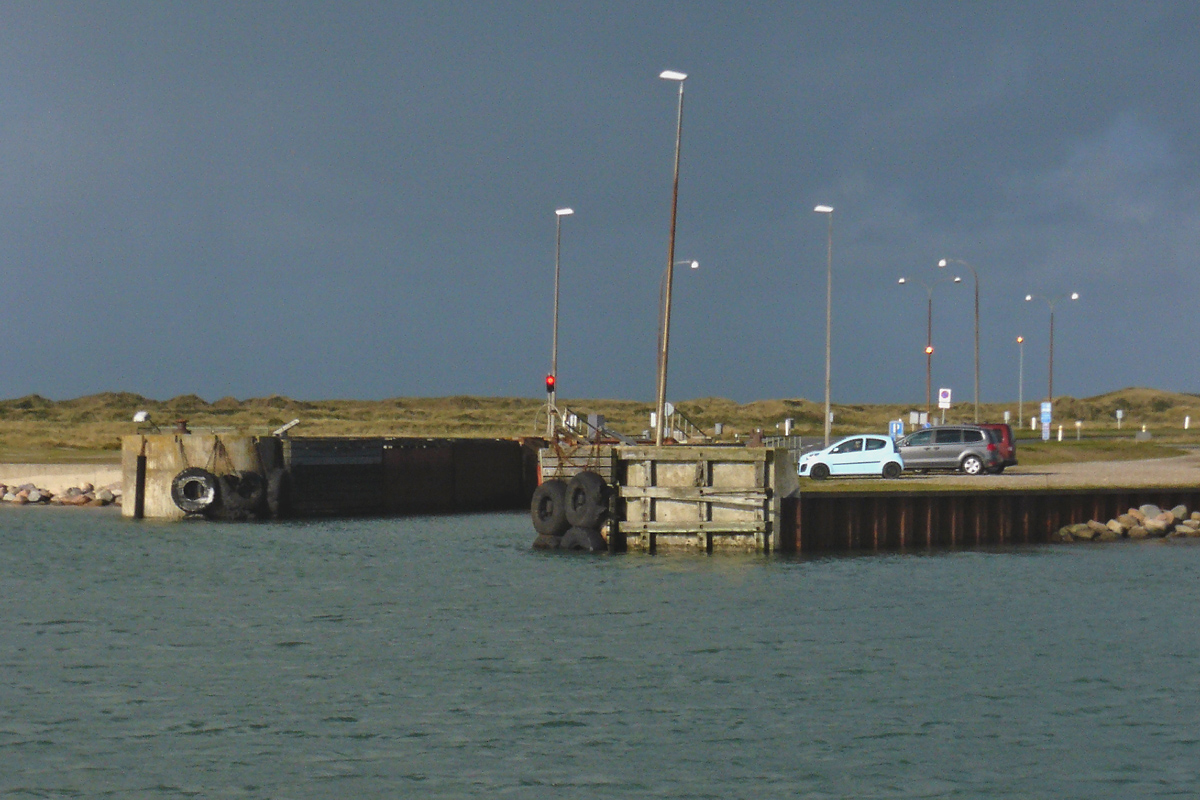
Färjeläget
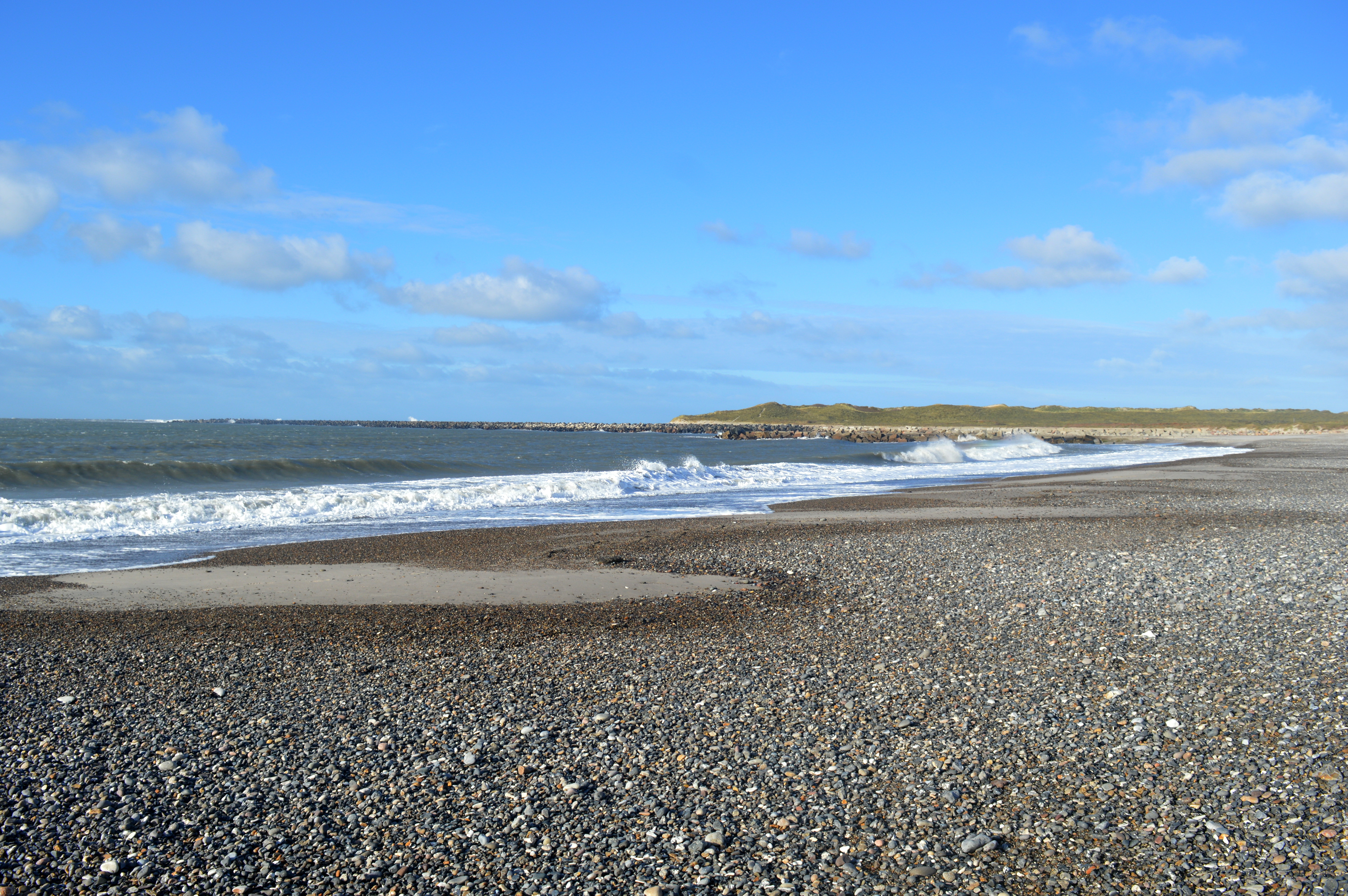
Strand och stranddyner